# Love Somebody
『Love Somebody』（ラブ・サムバディ）は、日本の歌手・俳優織田裕二の13枚目のシングル。1997年1月29日発売。発売元はマーキュリー・ミュージックエンタテインメント（現：ユニバーサルミュージック）。

## 概要
- 表題曲は、CX系テレビドラマ『踊る大捜査線』主題歌に起用された。
- 1998年10月28日には劇場版『踊る大捜査線 THE MOVIE』主題歌の「Love Somebody (CINEMA version)」が発売。映画で使用されたバージョンは冒頭部分がCD収録版と異なっており、こちらは発売されていない。1998年放送の「踊る大捜査線 秋の犯罪撲滅スペシャル」においても主題歌として使用されたが、こちらはCD版がそのまま使用されている。
- 2003年6月25日に12cmシングルとして再発。
- 2003年7月16日には「織田裕二 featuring MYA」として『踊る大捜査線 THE MOVIE 2 レインボーブリッジを封鎖せよ!』の主題歌「Love Somebody (CINEMA Version II)」が発売。尚、同バージョンは歌詞が若干変更されている。
- 2010年には『踊る大捜査線 THE MOVIE3 ヤツらを解放せよ!』の主題歌としてLove Somebody [Cinema Version III]がオリジナルバージョンを担当した松本晃彦の手によって編曲される。CINEMA VERSION Iのボーカルをベースに制作されており、メロディラインは以前のサウンドトラックに収録されたLove Somebody [Jesus Version]とマーチングのアレンジがされている。後述の完全盤リリースまで、CD発売の予定はなく、フジテレビの携帯サイトでの配信のみとなっていた。
- 2012年には『踊る大捜査線 THE FINAL 新たなる希望』の公開に合わせ、今まで制作された様々なバージョンを全てを収録した「Love Somebody 完全盤」が発売され、THE FINALの主題歌である「Love Somebody (CINEMA Version Ⅳ)」も収録されている。同バージョンはオリジナル・バージョンから「CINEMA Version III」までをメドレー形式でリミックスしたものになっている。はまたLove Somebody (CINEMA Version II)以来の、ミュージックビデオも制作された。

## 収録曲
全曲 作詞：マキシ・プリースト・織田裕二、作曲：GARDEN、編曲：松本晃彦

### 1997年盤
1. Love Somebody (4:42)
2. Love Somebody (Remix) (4:58)
3. Love Somebody (Instrumental) (4:42)

### CINEMA VERSION
1. Love Somebody(CINEMA version)
2. Love Somebody(acoustic version)
3. Love Somebody(DJ Hasebe remix)
4. Love Somebody(Cinema version backing track)

### 2003年盤
『踊る大捜査線 THE MOVIE 2 レインボーブリッジを封鎖せよ!』の公開記念盤。発売にあたりデジタルリマスタリングを行っている。
1. Love Somebody(with Maxi Priest)(Original Version)
2. Love Somebody(CINEMA Version)
3. Love Somebody(Original Version Instrumental)
4. Love Somebody(CINEMA Version Instrumental)

### CINEMA VersionII
1. Love Somebody(CINEMA Version2)
2. Love Somebody(AKIRA'S PALM☆DRIVE REMIX)
3. Love Somebody(CINEMA Version2 Instrumental)

### CINEMA VersionIII
フジテレビ携帯サイト「フジメロ」での配信。「完全盤」で初CD化。
1. Love Somebody(CINEMA Version III)

### 完全盤
1. Love Somebody (CINEMA Version IV)
2. Love Somebody (CINEMA Version III)
3. Love Somebody (CINEMA Version II)
4. Love Somebody (AKIRA’S PALM☆DRIVE REMIX)
5. Love Somebody (CINEMA Version)
6. Love Somebody (Acoustic Version)
7. Love Somebody (DJ Hasebe Remix)
8. Love Somebody (SECRET Version)
9. Love Somebody (ALBUM Version)
10. Love Somebody (Remix)
11. Love Somebody (PIANO Version)
12. Love Somebody

## 収録アルバム
- 『STAY HERE+2』（1997年3月26日）
Piano Version
Album Version
- 『Shake!!』（1998年6月17日）
オリジナルバージョン
- 『THE BEST TRACKS』（1998年11月26日）
オリジナルバージョン
- 『Hot&Sweet-Sour Soup - BEST OF LOVE SONG-』（2001年3月23日）
オリジナルバージョン
- 『BEST OF BEST～20th Anniversary〜』（2008年10月15日）
オリジナルバージョン

セルフカバー
- マキシ・プリースト『ザ・ベスト・オブ・マキシ・プリースト』（1997年3月5日）
英語ヴァージョン。織田もコーラスで参加している。
- GARDEN『Love Doubler』（1997年7月1日）

カバーアルバム
• AKIKO MORIYAKO 『THE VIBES』(2010年12月14日)                                               インストヴァージョン。マキシ•プリースト プロデュース
企画盤
- オムニバス『20世紀BEST ユニバーサルミュージック篇 Jポップ&ロック・ヒストリーVol.2』（1999年11月3日）
オリジナルバージョン
- サントラ『「踊る大捜査線」オリジナル・サウンドトラック・リミックス』（2003年08月20日）
-ANTHONY NICHOLSON DUB SOMEBODY MIX-
-ANTHONY NICHOLSON CLLASSIC JAZZ VOCAL DUB REMIX-
- サントラ『踊る大捜査線 オリジナル・サウンドトラック 完全盤』（2004年3月24日）
Jungle Version
Sweet Love Version